# 한국산악자전거연맹
한국산악자전거연맹은 대한민국 산악 자전거 대회의 체계적인 관리를 통해 동호인들의 건전한 스포츠 활동을 지원하고, 신인 선수를 발굴하여 국내 국제 대회에 참여할 수 있도록 지원 육성하는 단체다.

## 조직
회장, 부회장과 이사회로 구성되어 있다.

## 하는 일
- 산악 자전거 대회 심판 육성
- 국내 산악 자전거 대회 관리
  - 크로스컨트리 자전거 대회
  - 다운힐 자전거 대회